# Бративоје Марковић
Бративоје Марковић (Секурич, 16. јануар 1936 — Белушић, 23. фебруар 2002) био је сакупљач народних умотворина, писац и оснивач Сабора „Прођох Левач, прођох Шумадију”.

## Биографија
Завршио је вишу педагошку школу у Крагујевцу. Током свог живота бавио се сакупљањем умотворина Левча да би, као такво сачувао од заборава као непроцењиво левачко благо. Скоро да је познавао сваког појединца у Левчу и кроз разговор са њима дошао је на идеју да оформи манифестацију којом би се левачко народно стваралаштво сачувало од заборава. Тако, вођеном том идејом формира левачки Сабор „Прођох Левач, прођох Шумадију”, који се сваке године одржава у порти манастира Каленић. 
После Канића, Милићевића и Тодора Бушетића нико тако лепо и зналачки није писао о Левчу и Левчанима.
Сарађивао је у многим листовима и часописима "Нови пут". "Политика експрес", "Расковник", "Народни живот", "Село".
Добитник је награде Милорад Панић Суреп и „Вукове награде”.
Преминуо је 23. фебруара 2002. године у Белушићу.
У његову част, 2005. године, установљена је Повеља „Бративоје Марковић”.

## Стваралачки рад
Аутор је неколико књига, углавном са етнографском тематиком:
- Девета сликарска колонија Каленић 2000 (2000)
- Осма сликарска колонија "Каленић 99" (1999)
- Шеста сликарска колонија "Каленић 97" (1997)
- Свирала од суве шљивовине (2001)
- Левачка умовања (2000)
- Левач - питомина Србије (1998)
- Приче о левачким селима (1997)
- Записи из Левча (1992)
- XXII левачки сабор "Прођох Левач, прођох Шумадију" (1991)
- XXI левачки сабор "Прођох Левач, прођох Шумадију" (1990)
- Водич кроз библиотеку (1988)
- Народне умотворине и стара јела из Левча (1987)
- Народне умотворине Левча (1986)
- Народне умотворине из Левча (1985)